# 이리스 그뷔드뮌스도티르
이리스 그뷔드뮌스도티르(아이슬란드어: Íris Guðmundsdóttir, 1990년 3월 13일~)는 아이슬란드의 알파인 스키 선수로 2010년 동계 올림픽에 참가했다.

## 경력
아쿠레이리에서 태어났으며 2005년부터 선수 경력을 시작했다. 같은 해 11월 26일 쇠이다우르크로퀴르에서 열린 FIS 레이스를 통해 공식 경기에 처음으로 출전했으며, 회전에서 7위에 올랐다. 이듬해인 2006년 3월에는 캐나다 퀘벡에서 열린 2006년 세계 주니어 선수권 대회에 참가하였으며, 회전과 대회전 경기에 출전했으나 완주에 실패했다. 이후 2008년 2월에 스페인 포르미갈에서 열린 2008년 세계 주니어 선수권 대회와 2009년 3월에 독일 가르미슈파르텐키르헨에서 열린 2009년 세계 주니어 선수권 대회에 출전했으나 모두 완주에 실패했다.
2010년 2월 초에 프랑스 메제브에서 열린 2010년 세계 주니어 선수권 대회에 참가하였으며 회전과 대회전 경기에서는 완주에 실패했으나 슈퍼대회전 경기에서는 완주에 성공하여 54위에 올랐다. 같은 달 캐나다 밴쿠버에서 열린 2010년 동계 올림픽에 참가하면서 선수 경력 유일한 올림픽 경기에 출전했다. 그는 회전과 슈퍼대회전에 참가했으며, 두 경기 모두 완주에는 실패했다.
이듬해인 2011년 3월에 가르미슈파르텐키르헨에서 열린 2011년 세계 선수권 대회에 참가하였으며, 회전과 대회전 두 종목에 출전했으나 모두 완주에 실패했다. 같은 해 4월 아쿠레이리에서 열린 FIS 레이스 회전 종목에서 1위를 차지한 후 현역에서 은퇴했다.